# Rullebånd
Et rullebånd (eller transportbånd) består af et materiale, der i en endelig løkke roterer om aksler. Når akslerne bevæger sig, flyttes selve rullebåndet om akslen i en retning med eller mod uret. Herved flyttes materialet på båndet fremad eller bagud.
Rullebånd bruges ofte til at transportere materialer i forbindelse med industri og landbrug – eksempelvis korn, kul, malm mv. De bruges også i supermarkeder, hvor indkøbsvarer flyttes mod stregkodelæseren. På visse offentlige steder, såsom i lufthavne eller på stationer, bruges rullebånd desuden som rullende fortove, der kan transportere mennesker.